# بخش میگسویل (شهرستان ترامپول، اوهایو)
بخش میگسویل (به انگلیسی: Mesopotamia Township) یک منطقهٔ مسکونی در ایالات متحده آمریکا است که در شهرستان ترامبل، اوهایو واقع شده‌است.
 بخش میگسویل ۷۰٫۱ کیلومتر مربع مساحت و ۳٬۰۵۱ نفر جمعیت دارد و ۲۵۹ متر بالاتر از سطح دریا واقع شده‌است.